# Cosmos steenisiae
Cosmos steenisiae là một loài thực vật có hoa trong họ Cúc. Loài này được Veldkamp mô tả khoa học đầu tiên năm 1991.